# Serolis kempi
Serolis kempi är en kräftdjursart som beskrevs av Mrs. Sheppard 1933. Serolis kempi ingår i släktet Serolis och familjen Serolidae. Inga underarter finns listade i Catalogue of Life.